# Resende Rugby Clube
O Resende Rugby Clube foi fundado em 2009 por Rodrigo Soares, e é um time de rugby da cidade de Resende, situada no estado do Rio de Janeiro.

## História
O Clube fundado no ano de 2009, teve muitas dificuldades em sua caminhada, indo desde a falta de material de treino até as más condições do campo usado pelo time nos treinamentos. Partindo do zero, tendo até seções de treino com três atletas, o clube se encontra em grande evolução, já contando hoje com as categorias "juvenil" e "feminino".
Atualmente o clube encontra-se em grande reestruturação política e conta com um rol de mais de cinquenta atletas ativos e dedicados.[parcial?]

## Diretoria
No dia 17 de março de 2010 o Resende Rugby Clube realizou sua primeira assembleia geral com o intuito de aprovar o estatuto e transformar o clube em uma Instituição esportiva sem fins lucrativos. Entre outros assuntos discutidos na reunião, instituiu-se o primeiro grupo que faria parte da diretoria do clube no primeiro mandato bienal.
- Presidente: Thiago Vicente
- Vice-Presidente: Hudson Alves

## Competições
VI Beach Rugby
- Resende Rugby A conquistou o 3º lugar na Taça Prata.
- Resende Rugby B foi eliminado pelo Itaguaí Rugby na primeira fase.

Campeonato Fluminense de Rugby
- 3° Lugar Série B

## Resultado de jogos
- [7's] Titãs + Patriotas 10 x 5 Guanabara Rugby
- [7's] Titãs 16 x 7 Patriotas + Itaguaí Rugby Isso porque os dois times em espírito de amizade, depois de jogarem entre si uma partida válida pelo campeonato carioca cederam alguns atletas para fazer essa partida mesmo exaustos os Jogadores de Patriotas e Itaguaí.
- [5's] Titãs 1 x 2 Patriotas
- [5's] Titãs 1 x 11 Rio Rugby F.C.
- [5's] Titãs 1 x 6 Itaipuaçu
- [5's] Titãs 0 x 11 Itaguaí Rugby
- [XV] Resende RC 5 x 32 Patriotas
- [XV] Resende RC 8 x 67 Patriotas
- [XII] Resende RC 14 x 22 Maxambomba
- [XV] Resende RC x Maxambomba
- [5's] Resende RC A 3 x 4 PoliUSP
- [5's] Resende RC A 4 x 7 Carrossel Caipira
- [5's] Resende RC A 0 x 9 Niterói Rugby
- [5's] Resende RC A 6 x 2 All Wines
- [5's] Resende RC A W x O Winner A
- [5's] Resende RC B 2 x 8 Itaguaí Rugby A
- [5's] Resende RC B 1 x 4 Winner B
- [5's] Resende RC B 0 x 14 Rio Rugby F.C. A
- [5's] Resende RC B 6 x 4 Tamoios
- [5's] Resende RC B 1 x 6 UFF Rugby

## Atletas
| Nome                | Apelido  | Posição    | Tries | Conv |
| Eduardo Quirino (C) | Dudu     | Pilar      | 4     | 0    |
| Fábio Panizzutti    | Panetone |            | 1     | 0    |
| Felipe Gerlach      | Guerda   | Pilar      | 0     | 0    |
| Fernando Candeu     | Candeu   | Abertura   | 0     | 0    |
| Heber Santos        | Hebinho  | Hooker     | 0     | 0    |
| Jônathan Frias      |          |            | 0     | 0    |
| Paulo Lucas         | PL       |            | 3     | 1    |
| Rodrigo Câmara      | Cabeção  |            | 1     | 0    |
| Rodrigo Hautchenski |          |            | 0     | 0    |
| Samuel Campos       | Pesadelo | Ponta      | 0     | 0    |
| Thiago Vicente      | Cadete   | 1º centro  | 0     | 0    |
| Guilherme Eduardo   | Cabeça   | 2º centro  | 2     | 1    |
| Hudson Alves        | Cascão   | 2ª linha   | 0     | 0    |
| Lucas Jacomassi     | Maguila  | 2º Centro  | 0     | 0    |
| André Luís          | Cascão   | Ponta cego | 0     | 0    |
| Alexandre Guerra    | Guerra   |            | 0     | 0    |
| Diego Dulque        | Pudim    | 2ª linha   | 0     | 0    |
|                     |          |            | 0     | 0    |
|                     |          |            | 0     | 0    |